# International Karate +
International Karate +, spesso abbreviato in IK+ anche su copertine e schermate dei titoli, è un picchiaduro a incontri di karate creato e pubblicato nel 1987 dalla System 3 per ZX Spectrum e Commodore 64 e nel 1988 per Amstrad CPC, Amiga e Atari ST. La versione per Commodore fu pubblicata negli Stati Uniti con il titolo Chop N' Drop. Nel 1994 fu pubblicata una versione per Amiga CD32 e nel 2003 una per Game Boy Advance e PlayStation. Il videogioco è il seguito di International Karate, dal quale si distingue in particolare per la presenza di tre avversari negli incontri, di cui due controllabili da giocatori, situazione che non si aveva dai tempi di Bruce Lee.

## Modalità di gioco
Gli incontri sono bidimensionali e coinvolgono sempre tre karateka, tutti contro tutti, di cui uno oppure due sono controllabili da giocatori umani. Lo sfondo è in prospettiva ed è sempre un'immagine orientaleggiante di un tramonto sul lago, con animazioni decorative.
Ci sono 16-17 mosse disponibili e quando si atterra con un colpo ben assestato uno qualsiasi degli avversari si ottengono uno o due punti, mentre l'avversario colpito rimane fuori combattimento per qualche secondo. Lo scopo è arrivare a sei punti o avere il punteggio più alto allo scadere del tempo; se un giocatore umano arriva primo o secondo passa ai round successivi, che corrispondono ai vari colori delle cinture, mentre se arriva terzo è eliminato.
Ogni tre livelli c'è una schermata bonus: un karateka al centro dello schermo deve respingere con uno scudo delle palle o delle bombe che arrivano da entrambi i lati, sempre più veloci, resistendo il più possibile.
Una serie predefinita di tasti include alcuni trucchi (almeno in alcune versioni), fra i quali la possibilità di cambiare i colori dello sfondo o slacciare la cintura dei pantaloni dei karateka immobilizzandoli per alcuni secondi. 

## Sviluppo
A eccezione delle musiche, che furono realizzate da Rob Hubbard su C64 e da Dave Lowe su ST, il videogioco fu interamente realizzato da Archer MacLean.
La fluidità del gioco e la qualità delle animazioni sono notevoli per l'epoca; è noto in particolare che MacLean, per la creazione dell'animazione della capriola all'indietro, si basò sul tracciamento dei movimenti di un ballerino nel film Grease.

## Copertina
La copertina delle confezioni delle prime edizioni europee mostra un viso severo di un lottatore in primo piano, con altri lottatori in piccolo in basso. In alcune edizioni è stato usato un volto praticamente uguale, nei lineamenti e nell'espressione, a quello di Steven Seagal come appare sulla locandina del film Nico (1988). Si tratta di uno dei casi più sfacciati di questo tipo di plagio, che comunque è stato piuttosto comune in passato. Anche uno dei lottatori in piccolo, in queste edizioni assomiglia a Chuck Norris.